# Sabicea mexicana
Sabicea mexicana är en måreväxtart som beskrevs av Herbert Fuller Wernham. Sabicea mexicana ingår i släktet Sabicea och familjen måreväxter. Inga underarter finns listade i Catalogue of Life.